# Maggie’s Farm
Maggie’s Farm ist ein Folk-Rock-Song von Bob Dylan, der erstmals 1965 auf seinem fünften Studioalbum Bringing It All Back Home erschienen ist.

## Aufbau
Musikalisch betrachtet ist Maggie’s Farm ein elektrisch verstärkter Bluessong. Wie für Bluesstücke üblich, wiederholt der Sänger den Vers, mit dem die neue Strophe beginnt, und greift das Motiv am Ende noch einmal auf. Diese wiederholten Zeilen sind die Beteuerungen des lyrischen Ichs, nicht mehr auf der titelgebenden Farm zu arbeiten (I ain’t gonna work on Maggie’s farm no more, oder später auch abgewandelt in I ain’t gonna work for Maggie’s brother no more).

## Geschichte
Aufgenommen wurde Maggie’s Farm von Dylan und seiner Band am 15. Januar 1965. Am 22. März desselben Jahres erschien das Stück mit zehn weiteren seiner Kompositionen auf dem Album Bringing It All Back Home. Später erschien der Song auch als Single mit der B-Seite On the Road Again. Mit dem Album distanzierte sich Dylan vor allem von der Protestsongbewegung der 1960er Jahre, die er zuvor noch mit Liedern wie Blowin’ in the Wind oder The Times They Are A-Changin’ unterstützt hatte. Tatsächlich sah er sich künstlerisch und persönlich festgesetzt und hatte bereits mit dem Folkalbum Another Side of Bob Dylan Distanz zur Bewegung gesucht. Die englische Redewendung Bringing It All Back Home bedeutet so viel wie „um es ganz klarzumachen“. Der Song war eine radikale Kehrtwende: Dylan spielte erstmals mit einer elektrischen Band im Hintergrund und wandte sich dem Rock ’n’ Roll zu, den er mit seinen Einflüssen der Folkmusik veränderte.
Wie bei Dylan üblich ist der Songtext vielschichtig und kann so unterschiedlich interpretiert werden. Die autobiografische Deutung sieht vor, dass Dylan die Befreiung von der Folk-Protestbewegung suchte und mit dem Song erklärte, nicht mehr für sie zu arbeiten. Maggie’s Farm sei daher eine beißend-sarkastische Abrechnung mit alten Weggefährten, die von ihm nur die ständige Wiederholung des alten Protests seien, was Dylan künstlerisch langweile (They sing while you slave and I just get bored). Andere Interpretationen greifen auch das Thema Rassismus in den USA und die Sklaverei auf. Der Protagonist sei demnach ein Afroamerikaner, der nicht mehr für die weiße Bevölkerung auf der Farm arbeiten wolle. Dylan selbst hat sich zur Deutung des Textes nie geäußert.
1965 sorgte er für einen Aufruhr beim Newport Folk Festival, als er erstmals mit einer Band und elektrisch verstärkt auftrat. Viele Fans verlangten von ihm akustische Folksongs. Die Kontroversen wurden häufig diskutiert und dargestellt, so etwa auch in Martin Scorseses Film No Direction Home.

## Rezeption
The Blues Band coverte den Song 1980, die EP-Single, auf der die Coverversion enthalten ist, konnte sich in den UK-Charts platzieren.
Der amerikanische Jazz-Musiker Ben Sidran hat den Song sowohl im Studio für sein Album Dylan Different als auch bei einem Konzert im Pariser Club „New Morning“ im April 2010 aufgenommen. Insbesondere die Live-Version, veröffentlicht auf dem Album Ben Sidran European 5et, u. a. mit Erik Truffaz an der Trompete und Marcello Giuliani am Bass, besitzt eine große Intensität. Sie entsteht vor allem dadurch, dass Sidran’s Sprechgesang den Text – also Stellen wie „it’s a shame the way she makes me scrub the floor“ oder „he hands you a nickel / he hands you a dime / he asks you with a grin if you’re havin‘ a good time“ – ganz wörtlich zu nehmen scheint. Maggie’s Farm, „übertragen in ein dunkles, grüblerisches 10-Minuten-Epos“ hieß es in einer Besprechung des Live-Albums auf BBC.
Heinz Rudolf Kunze schrieb ein Lied mit dem Titel Ponderosa, das er als „Replik“ auf Maggie’s Farm versteht.
Der 1974 von der Band Wings veröffentlichte Song Junior’s Farm von Paul und Linda McCartney ist laut Paul McCarney von Maggie’s Farm beeinflusst.
Rage Against the Machine veröffentlichten im Jahr 2000 eine Version von Maggie’s Farm auf ihrem Album Renegades.
Placebo hat auf dem Album Black Market Music den Song Slave to the Wage, in dem es heißt: "Sick and tired of Maggie's farm / She's a bitch with broken arms".